# Wil Aime
Wil Aime, né le 31 mars 1995, est un vidéaste français connu pour ses vidéos diffusées sur Facebook et sur YouTube, basées sur la présentation d'une ou plusieurs énigmes résolue en faisant attention aux détails présentés et qui surprennent du fait de leur résolution spectaculaire.

## Biographie
Originaire de Guadeloupe, Wil Aime grandit dans les Hauts-de-Seine.
Arrivé au CP alors qu'il sait déjà lire et écrire et qu'il est très bon en mathématiques, il s'ennuie rapidement. Son professeur lui donne alors des poésies à apprendre et à réciter, à commencer par Ma Bohême d'Arthur Rimbaud, puis d'autres auteurs classiques, notamment Victor Hugo et Demain, dès l'aube…,,. Si l'aspect mémorisation ne l'intéresse pas, il lui plaît en revanche beaucoup de se représenter devant sa classe, et son professeur l'encourage en montant une troupe de théâtre dans l'école. Il poursuit dans cette voie en prenant à 11 ans des leçons au théâtre Rutebeuf de Clichy. Il y est très apprécié de ses professeurs et enchaîne les premiers rôles. En fin de terminale, il joue dans La Visite de la vieille dame de Friedrich Dürrenmatt, son rôle le plus marquant. Il commence à publier des vidéos à l'âge de 19 ans.
Diplômé d’un master en mathématiques et probabilités en 2018, il commence en 2015 par des vidéos courtes, de moins de six secondes, sur Vine et Periscope puis migre sur Facebook.
Il enseigne à sa sœur, youtubeuse beauté et lifestyle, comment monter des vidéos. Sa mère est très présente dans son parcours, l'encourageant à avoir une excellente élocution et l'aidant à développer un excellent vocabulaire dès l'enfance.

## Œuvres

### Vidéos
Après quelques vidéos d’humour, il commence les créations en exploitant au maximum le procédé narratif. Ses vidéos portaient tout d'abord sur des interactions sociales, y compris les rencontres amoureuses, l'école et les amitiés, ainsi que sur des scénarios classiques tels que Le dilemme du prisonnier et Comment sortir de la Friendzone.
Fin juin 2019, après un an d'absence, il sort Le gendre idéal sur YouTube, une vidéo de 30 minutes dont l'avant-première est diffusée au Grand Rex.

### Production

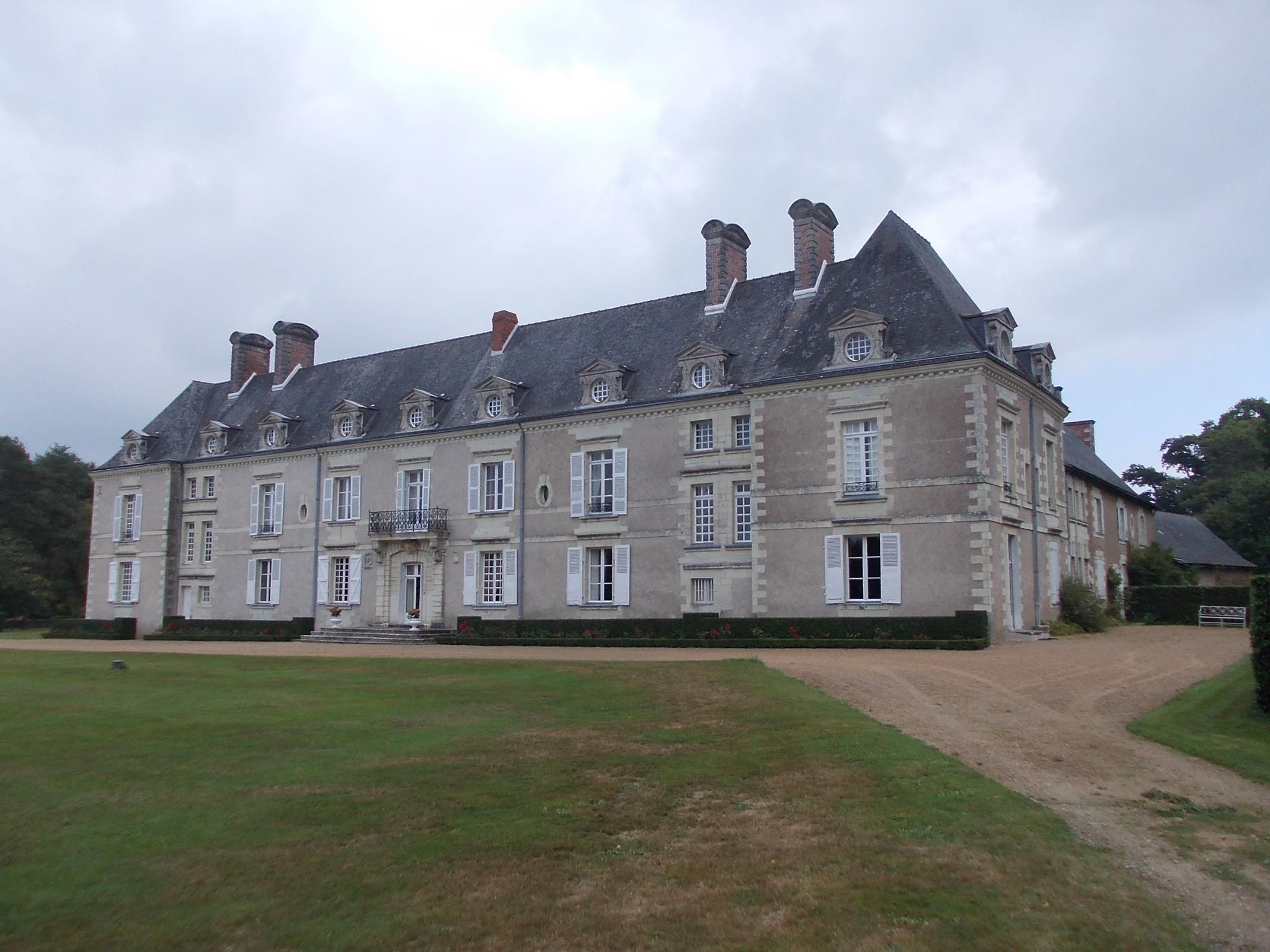
Le château de l'Épinay, décor du Gendre idéal

Plus le temps avance, plus les vidéos sont longues et travaillées, avec des retournements scénaristiques toujours plus ingénieux. S'il commence par tourner ses vidéos à l'iPhone en faisant figurer sa famille, sa production se professionnalise au fur et à mesure, avec la création de sa maison de production Chaque détail compte en 2018 et l'implication de compositeurs pour la musique. Si Wil Aime finance, produit et joue dans toutes ses vidéos, il est aussi accompagné de deux amis d'enfance, une ingénieure de formation qui prend le rôle de chargée de production en plus de son travail, et un autre qui réalise et filme lorsque Wil Aime joue. Les sources de revenus de Wil Aime sont le sponsoring, le placement de produit et le financement participatif via la plateforme tipeee.
D'abord tournées dans la rue et à l'université, ses vidéos bénéficient au fil de temps de décors de plus en plus travaillés, telle que la salle du conseil municipal de Bondy devenant tribunal pour Le Procès, le show-room de la marque French Deal pour Death Note ou le Château de l'Épinay pour Le Gendre idéal,.

### Thématiques
Les vidéos de Wil Aime sont d'abord inspirées de la vie quotidienne, notamment sentimentale (L'art de la tromperie, l'art de la tromperie 2) et estudiantine (comment sortir de la Friendzone 1 et 2). Elles intègrent ensuite des éléments de l'actualité, tels que le braquage de Kim Kardashian ou l'Affaire Théo. Enfin, ses dernières productions telles que Le Procès, Le Dilemme du Prisonnier ou Le Gendre Idéal, ont plutôt une thématique policière et juridique[Selon qui ?].

### Style et inspirations
L'une des clés du succès de Wil Aime est la manière dont il respecte son public: son utilisation du fusil de Tchekhov valorise la lecture attentive, les fins ouvertes permettent de multiples interprétations possibles, débattues dans les commentaires de ses vidéos, et les personnages sont mis face à des dilemmes auxquels les spectateurs peuvent s'identifier, et proposer leur propre réponse,.
Dans ses inspirations, il cite Will Smith dans Le Prince de Bel Air et Je suis une Légende ainsi que Denzel Washington, en particulier son rôle de policier corrompu dans Training Day qui l'inspire pour L'art de la tromperie, mais aussi des productions plus récentes telles que How to get away with Murder pour La Friendzone ou les réalisations de David Fincher. Pulp Fiction et Fight Club figurent aussi dans ses films référence.
Ses palettes tant narratives que techniques sont riches, avec une exploitation du champ, contre-champ, plongée, contre-plongée, analepse et prolepse, sans doute influencé pour cette dernière des films Ocean's Eleven et Sherlock Holmes.
Ses vidéos incorporent une bande son souvent hip-hop, en particulier américain. Parmi ses artistes préférés, il cite Rick Ross et Rather You Than Me, Drake avec Views et Kendrick Lamar avec Damn.

### Positionnement artistique
Dans une interview à Brut, il explique l'importance pour lui de représenter une grande diversité de personnes, que ce soit pour lutter contre les stéréotypes racistes, homophobes ou sexistes : « Si même [au cinéma] on ne peut pas voir un Noir qui joue un médecin, un juge, ou un policier, comment voulez-vous [qu'on] puisse l'imaginer en vrai ? » ou pour éviter à son public de ne pas se sentir représenté. C'est son attachement à une pratique artistique inclusive qui lui fait choisir Facebook pour ses vidéos, plateforme qui a placé le partage de contenu au centre de son fonctionnement et où le public peut rapidement et simplement faire des retours sur ce qu'il souhaite voir exister. Il trouve aux diffusions sur internet un caractère plus méritocratique, contrairement à la télévision qui exclut certaines catégories telles que les jeunes et les personnes Noires.

## Reconnaissance
Début 2016 il publie donc sa première vidéo qui compte aujourd’hui 44 millions de vues. Au total, ses vidéos cumulent plus de 350 millions de vues sur Facebook[Quand ?]. Son plus gros succès en termes de vues: une vidéo de cinq minutes nommée L’art de la tromperie qui compte plus de 64 millions de vues. Il a le plus grand nombre de fans parmi tous les producteurs de vidéos français.
Ses vidéos, sous-titrées en anglais, ont du succès au-delà de la France et de la francophonie et lui ont valu la reconnaissance de 50 cent, Martin Lawrence et Admiral T.
Fin 2017, il reçoit le prix de l'excellence du Club Efficience, un Think tank et Do Tank centré sur la diaspora africaine en France.
Il participe au Festival de Cannes 2018.